# Štětkovka tečkovaná
Štětkovka tečkovaná (Calliclinus geniguttatus) je paprskoploutvá ryba z čeledi štětkovkovití (Labrisomidae).
Druh byl popsán roku 1836 ichtyologem Achille Valenciennesem.

## Popis a výskyt
Maximální délka ryby je 12,2 cm.
Tělo podlouhlé, lehce zploštělé, tmavě hnědé barvy. Hnědé až černé skvrny na těle, které občas přesahují i na ploutve.
Byla nalezena ve vodách jihovýchodního Pacifiku: Chile a jihozápadního Atlantiku: Argentina. Obývá písčitá dna. Živí se obojživelníky a v dospělosti přechází na desetinožce.